# گذشت (فیلم)
گذشت فیلمی به کارگردانی فرج‌الله نسیمیان و نویسندگی ابوالقاسم ملکوتی محصول سال ۱۳۴۱ است.

## بازیگران
- مجید محسنی
- آذر شیوا
- حیدر صارمی
- دلیله نمازی
- ژان
- هومر
- ربکا
- محسن میلانی
- حسین محسنی